# Nemipterus hexodon
Cá lượng sáu răng (Danh pháp khoa học: Nemipterus hexodon) là một loài cá biển trong họ cá lượng Nemipteridae thuộc bộ cá vược Perciformes phân bố ở Ấn Độ Dương, biển Andaman, Phillippin, Nhật Bản, Trung Quốc và Việt Nam. Chúng còn gọi là cá lượng có răng, cá lượng, tên thường gọi tiếng Anh là Ornate threadfin bream, Tên gọi tiếng Nhật là Niji-Itoyori, tên gọi tiếng Thái là Pla sai daeng. Đây là một loài cá có giá trị kinh tế và được khai thác quanh năm, có thể ăn tươi, đông lạnh và phơi khô.

## Đặc điểm

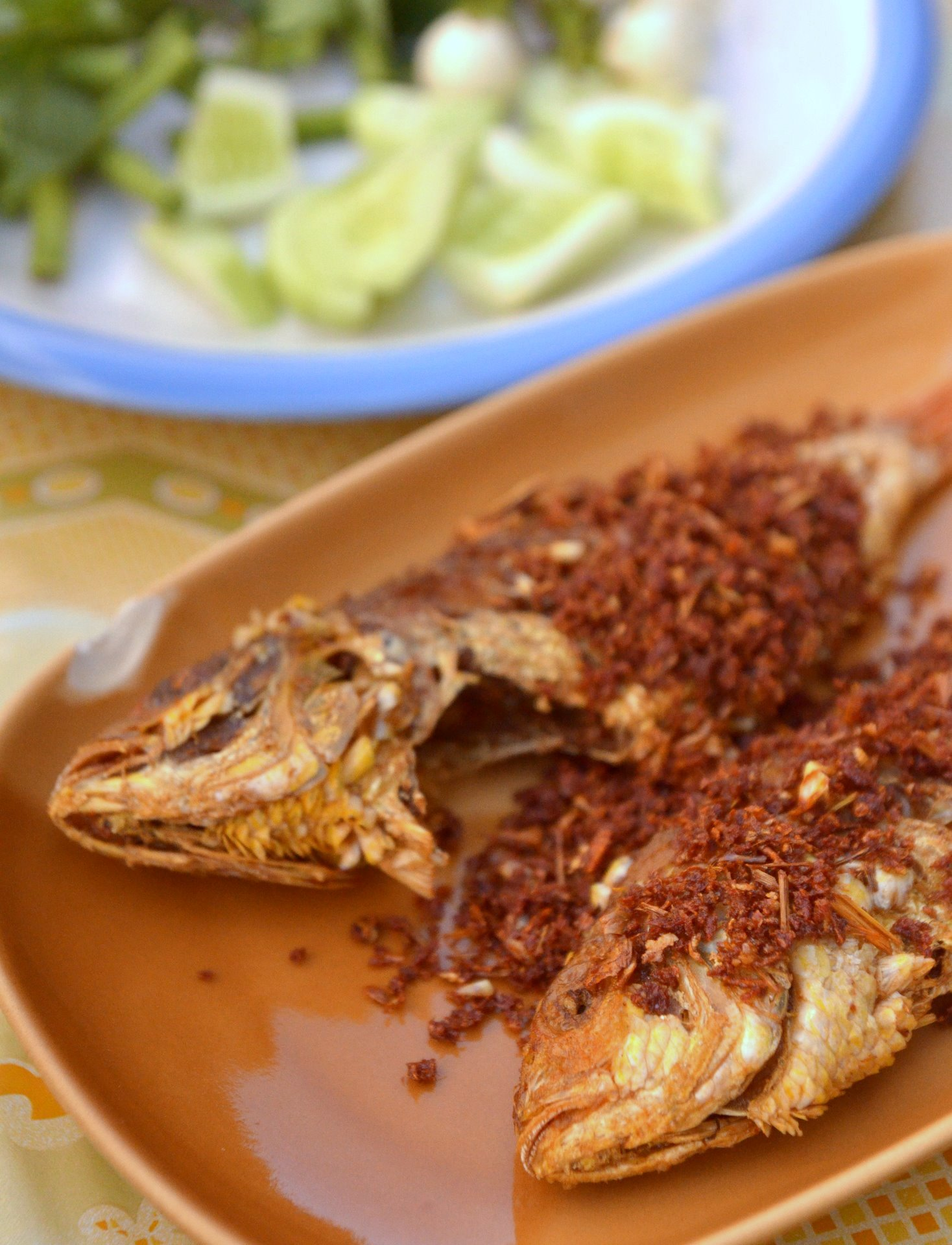
Cá lượng sáu răng trong một món nấu ăn

Kích thước của chúng khoảng 150–200 mm. Thân dài, dẹp bên. Chiều dài tiêu chuẩn bằng 2,6-3,4 lần chiều cao thân. Chiều dài mõm lớn hơn đường kính mắt. Phần lưng màu hồng, phần bụng màu trắng bạc. Bên thân, phía dưới đườNg bên có 6-8 dải màu vàng dọc thân. Có một vết đỏ, đuôi màu vàng. Hàm trên có 3 - 4 đôi răng nanh nhỏ, ở phía trước hàm.
Lược mang có 11-17 chiếc. Vây ngực dài, bằng khoảng 1,0 - 1,4 lần chiều dài đầu, đạt đến phía sau khởi điểm vây hậu môn. Vây bụng dài, bằng 1,2-1,6 lần chiều dài đầu. Vây đuôi chia thùy sâu, thùy trên vây đuôi hơi dài hơn thùy dưới, không có tia vây kéo dài. Vây hậu môn màu trắng đục, có một dải màu vàng chạy dọc thân.